# Microchip Technology
Microchip Technology Inc. (pe scurt: Microchip) este un producător american de semiconductori din Chandler, Arizona.

## Istorie
Compania Microchip Technology Inc. a fost fondată în 1989 ca producător de semiconductori din grupul General Instrument. Primul PICmicros, PIC16C54, datează din această perioadă. Acțiunile companiei sunt listate la NASDAQ și New York Stock Exchange. Fabricile proprii de semiconductori produc aproape 100% din toate semiconductorii din Tempe, Arizona și Gresham, Oregon.
În 2010, Microchip a preluat un producător de module de memorie cu Silicon Storage Technology.
În mai 2012, Microchip a preluat, printre altele, SMSC, o companie cunoscută pentru produsele din sectorul autobuzelor MOST. Controlerul USB de rețea (LAN9512 / 14) utilizat pe Raspberry Pi provine, de asemenea, inițial de la SMSC.
În 2014, Microchip a preluat producătorul de semiconductori cu semnal mixt Supertex.
În 2015, Microchip a cumpărat specialistul în managementul energiei Micrel pentru 839 milioane dolari.
În ianuarie 2016, Atmel a acceptat achiziția de către Microchip, încălcând un acord încheiat anterior cu Dialog Semiconductor. Achiziția face din Microchip al treilea cel mai mare furnizor de microcontrolere după Renesas și NXP Semiconductors. Achiziția a fost finalizată în aprilie 2016.
În martie 2018, Microchip și-a anunțat intenția de a achiziționa Microsemi pentru aproximativ 8,35 miliarde de dolari pentru a-și consolida poziția în sectoarele aerospațial și de apărare. Se preconizează că achiziția se va încheia în al doilea trimestru al anului 2018.

## Sfera de producție
Cele mai renumite linii de produse includ microcontrolerele PIC și  AVR, care sunt, de asemenea, foarte populare printre pasionații de electronice amatori. Microchip furnizează, de asemenea, mediile de dezvoltare necesare (hardware și software) pentru aceasta. În zona microcontrolerelor, semiconductorii de temperatură și putere sunt în portofoliu, precum și module de interfață (diferite convertoare x/y, cum ar fi analog/digital, digital/analog, frecvență/tensiune și tensiune/frecvență, precum și interfețe în sensul computerului, cum ar fi interfețele seriale, interfețele CAN, infrarosu și Ethernet etc.) și memorii (EEPROM-uri seriale și paralele). Există, de asemenea, diferite module pentru așa-numita identificare a frecvenței radio, precum și așa-numita serie KeeLoq, care este potrivită pentru autentificare.